# 联合国大会144(II)号决议
聯合國大會第一四四(二)號決議（United Nations General Assembly Resolution 144 (II)）是联合国大会于1947年12月14日自动递送非自治领土中自治组织发展情形的情报。

## 外部連結
- 联合国大会142(II)号决议 （页面存档备份，存于）